# Tipula tananarivia
Tipula tananarivia är en tvåvingeart som beskrevs av Alexander 1960. Tipula tananarivia ingår i släktet Tipula och familjen storharkrankar.
Artens utbredningsområde är Madagaskar. Inga underarter finns listade i Catalogue of Life.